# Stefan Leitl
Stefan Leitl (* 29. August 1977 in München) ist ein ehemaliger deutscher Fußballspieler und heutiger -trainer.

## Spielerkarriere

### Vereine
Als jüngster von fünf Brüdern in Ismaning im Großraum München aufgewachsen, begann Leitl seine Karriere beim FC Ismaning. 1987 gelangte er in die Jugendabteilung des FC Bayern München, der er bis 1996 und anschließend dem Profi-Kader bis 1998 angehörte. Ohne Einsatz in der Bundesliga und lediglich für die Amateure im Spielbetrieb aktiv, wechselte er in die Regionalliga Süd zum SV Lohhof, bei dem er sich zum Führungsspieler entwickelte.
1999 verließ er den SV Lohhof und unterschrieb einen Vertrag beim Zweitligisten 1. FC Nürnberg, für den er bis 2001 – im letzten Jahr in der Bundesliga – spielte. Sein erstes Spiel als Profi bestritt Leitl am 15. August 1999 (1. Spieltag) beim 3:0-Heimsieg über den SV Waldhof Mannheim; sein erstes Tor erzielte er am 29. August 1999 (4. Spieltag) beim 2:1-Heimsieg über Fortuna Köln. Sein erstes von fünf Bundesligaspielen bestritt er am 8. August 2001 (5. Spieltag) bei der 0:1-Niederlage beim TSV 1860 München.
In den darauf folgenden drei Jahren stand er – in der Winterpause 2002 gewechselt – bei der SpVgg Unterhaching unter Vertrag, spielte zunächst in der 2. Bundesliga, stieg in die Regionalliga ab und schaffte mit seiner Mannschaft den direkten Aufstieg.
Ab 2004 spielte er unter Trainer Bruno Labbadia bis 2007 für den in die Regionalliga Süd aufgestiegenen SV Darmstadt 98. Nach dem Abstieg in die Hessenliga wechselte Leitl zum FC Ingolstadt 04, mit dem in der zweiten Spielzeit der Aufstieg in die 2. Bundesliga gelang; danach war er Mannschaftskapitän. Mit dem am Ende der Saison 2008/09 in die 3. Liga abgestiegenen Verein gelang Leitl mit dem 3. Tabellenplatz des Vereins und den zwei Relegationsspielen gegen Hansa Rostock die sofortige Rückkehr in die 2. Bundesliga. Beim 4:1-Auswärtssieg gegen den VfL Bochum am 20. November 2010 (13. Spieltag) erzielte er erstmals in seiner Profikarriere drei Tore. Am 19. Mai 2013 (34. Spieltag) bei der 0:3-Niederlage im Heimspiel gegen den 1. FC Köln bestritt er sein letztes Spiel als aktiver Fußballer.

### Nationalmannschaft
Für die U21-Nationalmannschaft wurde Leitl 1997 zweimal berufen: Am 25. November erzielte die Mannschaft in Freiburg ein 2:2 gegen die Schweiz und am 9. Dezember in Köln ein torloses Unentschieden gegen Belgien; in beiden Spielen kam Leitl nur in der ersten Halbzeit zum Einsatz. 1998 spielte der Mittelfeldspieler zweimal für die Olympia-Auswahlmannschaft: Am 15. Mai spielte man in Toulon/Frankreich 1:1 gegen die Auswahl Chinas und am 19. Mai verlor man in Mallemort/Frankreich mit 0:1 gegen Portugal.

## Trainerkarriere
Im Anschluss wurde er zunächst Trainer der U17 des FC Ingolstadt 04. Von September 2014 bis August 2017 war er Trainer der U23 des Vereins.
Leitl absolvierte die Fußballlehrerausbildung an der Hennes-Weisweiler-Akademie in Hennef und erhielt am 20. März 2017 in Gravenbruch die UEFA Pro Lizenz.
Am 22. August 2017 wurde Leitl nach der Entlassung von Maik Walpurgis zunächst übergangsweise, ab 22. September zum ersten Mal Cheftrainer eines Profiteams, der Lizenzmannschaft seines ehemaligen Klubs FC Ingolstadt. Am 22. September 2018, genau ein Jahr später, wurde er nach einem schwachen Saisonstart mit nur einem Sieg aus sechs Spielen entlassen.
Am 5. Februar 2019 übernahm der Oberbayer den fränkischen Zweitligisten SpVgg Greuther Fürth vom freigestellten Damir Burić und leitete bereits einen Tag später sein erstes Mannschaftstraining. Im November 2019 wurde sein ursprünglich noch bis zum Ende der Saison 2019/20 gültiges Arbeitspapier bis Juni 2021 verlängert. Auch darüber hinaus blieb er der Spielvereinigung erhalten, nachdem er auch diesen Vertrag um zwei weitere Jahre bis zum 30. Juni 2023 verlängerte. In der Saison 2020/21 stieg Leitl mit der Mannschaft auf dem 2. Platz in die Bundesliga auf. In der Saison 2021/22 stand der Verein bereits am 30. Spieltag als Absteiger fest. Kurz danach entschied sich Leitl, nicht über das Saisonende hinaus in Fürth zu bleiben.
Zur Saison 2022/23 übernahm Leitl den Zweitligisten Hannover 96 als Nachfolger von Christoph Dabrowski. Er unterschrieb einen Vertrag bis zum 30. Juni 2025. Die Spielzeit wurde im Mittelfeld auf dem zehnten Platz beendet. In der Saison 2023/24 folgte Platz 6. Nachdem man die Hinrunde der Saison 2024/25 auf dem 7. Platz mit zwei Punkten Rückstand auf einen Aufstiegsplatz beendet hatte, wurde Leitl in der Winterpause freigestellt.
Bereits Mitte Februar 2025 kehrte Leitl in die 2. Bundesliga zurück und übernahm Hertha BSC als Nachfolger von Cristian Fiél. Er unterschrieb einen Vertrag bis zum 30. Juni 2027. Wie schon in den Stationen davor nahm er Andre Mijatović als Co-Trainer mit, der einen entsprechenden Vertrag erhielt. Die Berliner standen nach dem 22. Spieltag und zuletzt vier Niederlagen in Folge mit 25 Punkten auf dem 14. Platz, wobei der Vorsprung auf den Abstiegsrelegationsplatz fünf Punkte betrug.

## Erfolge
- Aufstieg in die Bundesliga: 2021 (SpVgg Greuther Fürth)

## Privates
Leitl ist verheiratet, hat zwei Söhne und eine Tochter und wohnt mit seiner Familie in München. Sein Sohn Luca spielt in der U 19 von der SpVgg Unterhaching (Stand: 2024). Mit seinem Co-Trainer Andre Mijatović wohnt er in Berlin in einer Wohngemeinschaft, wie schon zuvor in Hannover.